# Ualarú
Ualarú o walaró (del inglés wallaroo) es el nombre común que se da a tres especies de marsupiales diprotodontos del género Macropus, el cual pertenece a la familia Macropodidae, en la que también se incluye a los canguros y ualabíes. Viven en espacios áridos y abiertos, poseen una piel de color negruzca. Todos tienen en común que poseen las muñecas palmeadas.
La especie más conocida es el ualarú oriental  o común (Macropus robustus). Es propia de las laderas de la Gran Cordillera Divisoria (que se extiende más de 3.000 km en todo el este y el sudeste de la costa de Australia).
El ualarú negro (Macropus bernardus) se encuentra en una zona muy pequeña, árida y rocosa como lo es el terreno en Arnhem Land. Mide alrededor de 60 a 70 cm de longitud (sin incluir la cola), es la más pequeña de los ualarúes, los machos pesan 19 a 22 kg y las hembras alrededor de 13 kg, es muy poco conocido.
El ualarú antílope (Macropus antilopinus) es la excepción entre los ualarúes. Es una criatura de las llanuras herbáceas y las tierras arboladas. Es de hábitos solitarios y es también llamado canguro antílope.